# Gare de Saint-Chély-d’Apcher
Gare de Saint-Chély-d’Apcher – stacja kolejowa w Saint-Chély-d’Apcher, w departamencie Lozère, w regionie Oksytania, we Francji. Obecnie jest zarządzana przez SNCF (budynek dworca) i przez RFF (infrastruktura).
Stacja jest obsługiwana przez pociągi Intercités, TER Languedoc-Roussillon i TER Auvergne  oraz pociągi towarowe Fret SNCF.

## Położenie
Znajduje się na km 652,902 linii Béziers – Neussargues, pomiędzy stacjami Aumont-Aubrac i Saint-Flour - Chaudes-Aigues, na wysokości 994 m n.p.m.

## Linie kolejowe
- Béziers – Neussargues